# آگاته روسل
آگاته روسل (انگلیسی: Agathe Rousselle؛ زادهٔ ۱۹۸۸) بازیگر سینما، روزنامه‌نگار، عکاس و مدل اهل فرانسه است.
از فیلم‌هایی که وی در آن نقش داشته‌است می‌توان به تیتان اشاره کرد.